# Papa się żeni
Papa się żeni – polski film fabularny z 1936 roku w reż. Michała Waszyńskiego.

## Fabuła
Lili od wielu lat pyta swoją matkę – sławną diwę Mirę Stellę – o ojca, jednak ta zawsze dziewczynę zbywa półsłówkami. Tym razem jednak córka nie daje za wygraną i po ukończeniu pensji oraz zdaniu matury wraca do matki. Ta, bojąc się, by nie rozniosło się w świecie artystycznym, że ma już dorosłą córkę prosi Lili, by udawała jej siostrę. Temu wszystkiemu nadziwić się nie może jej koleżanka z pensji Jadzia, która przyjechała razem z córką aktorki do stolicy. W tym czasie do stolicy na koncert przybywa również wielkiej sławy śpiewak Visconti. Wśród wielu nieporozumień i pomyłek, Lili w Viscontim odnajduje ojca i doprowadza do zgody rodziców. Oświadczyny młodego redaktora Jerzego dopełniają jej szczęście.

## Obsada
- Mira Zimińska – Mira Stella
- Lidia Wysocka – Lili
- Franciszek Brodniewicz – Visconti
- Jadwiga Andrzejewska – Jadzia
- Zbigniew Rakowiecki – Jerzy Murski
- Antoni Fertner – baron
- Stanisław Sielański – służący Viscontiego
- Władysław Grabowski – Ralfini
- Janina Macherska – Stasiowa
- Stefcia Górska – tancerka
- Wincenty Rapacki – inspicjent w „Olimpii”
- Fryderyk Jarossy – dyrektor „Olimpii”
- Stanisław Grolicki – redaktor
- Stefania Betcherowa
- Klara Belska
- Zofia Downarówna
- Jerzy Sulima-Jaszczołt
- Wacław Zdanowicz
- Edmund Minowicz
- Eugeniusz Koszutski